# Bettina Giovannini
Bettina Giovannini (* 15. Dezember 1958 in Rom) ist eine italienische Schauspielerin, Tänzerin und Model.
Giovannini absolvierte zwischen 1973 und 1975 als Tänzerin ihre Ausbildung an der Folkwang-Schule. Anschließend besuchte sie Tanzkurse in New York an der New York School of Ballet und den Mime-Kurs von Richard Moore. In den 1980er Jahren war sie als Model bei Valentin tätig. Sie begann ein Schauspielstudium bei Miranda Campa und Carlo Merlo an der National Academy of Dramatic Art. Sie war im Film, am Theater und in der Werbung tätig.

## Filmographie (Auswahl)
- 1983: Acqua e sapone
- 1984: Giochi d*estate
- 1985: Vom Blitz getroffen
- 1986: Night Ripper – Das Monster von Florenz
- 1987: Nessuno torna idietro
- 1993 Passioni
- 1995: Schade um Papa
- 1996: Schwurgericht
- 1997: Ein Schutzengel auf Reisen
- 1999: Traumfrau mit Nebenwirkungen
- 2000: Tequila & Bonetti
- 2001: Don Matteo
- 2005: Il maresciallo Rocca
- 2011–2012: Die Bergpolizei – Ganz nah am Himmel
- 2017: wenn nicht, dann jetzt
- 2019: Papa hat keinen Plan